# Scleronotus tricarinatus
Scleronotus tricarinatus är en skalbaggsart som beskrevs av Júlio 1998. Scleronotus tricarinatus ingår i släktet Scleronotus och familjen långhorningar. Inga underarter finns listade i Catalogue of Life.